# Kirovets K-700
K-700 (рус. К-700) je zglobni traktor sa četiri točka, namenjen teškim radovima. Proizvodio se u bivšoj SSSR, a sadašnjoj ruskoj fabrici Kirovets (рус. Кировец).

## Istorija
Prvi traktor napravljen je 1962. godine, da bi osnovni model bio unapređen u nekoliko narednih serija proizvodnje. K-700S izvozili su se u Istočnu Nemačku, počevši od 1968. godine. K-700 je teški zglobni traktor sa dve pogonske osovine, vučnom silom od 50 kN i nemogućnošću fizičkog odvajanja te dve osovine. Veza prednjeg i zadnjeg dela rama je pokretna i po vertikalnoj i po uzdužnoj osi, a upravljanje se odvija bočnim savijanjem pomoću hidraulike. Pokreće ga 8-cilindrični turbo-dizel agregat V-konfiguracije sa 215 KS. Godine 1975, K-700 unapređen je u K-700 A, uključujući veći kapacitet rezervoara (dva rezervoara zapremine po 320 litara), kao i veće dimenzije guma radi ostvarenja veće vučne sile. K-700 A bio je samo privremeno rešenje. 1975. godine K-700 još jednom je modifikovan u novi model: K-701. Pokretao ga je 12-cilindrični dizel agregat sa ubrizgavanjem goriva prirodnim padom i snagom od 300 KS. K-700 traktori su pouzdani, efikasni, neobično velikih dimenzija, dobre upravljivosti, iako je od buke i vibracija opterećenje vozača relativno veliko . Glomazan je za neke operacije van oblasti za koje je prvobitno namenjen. Osim toga, velika masa traktora često je u praksi rezultovala degradacijom zemljišta.
K-700S i njegove varijante i danas se koriste u zemljama bivšeg Istočnog bloka. Oni se uglavnom nazivaju "Ka", zbog prefiksa K u nazivu modela.

## Modeli i varijante
- K-700 je prvobitni model koji se proizvodio od 1962. do 1975. godine.
- K-700A je unapređeni model, koji je počeo da se proizvodi 1975. godine (zajedno sa K-701, motor YaMZ-YaMZ-238NDZ (рус. ЯМЗ-238НД3) turbo) sa motorom od 8 cilindara, 215 KS i zapreminom rezervoara od 640 litara.
- K-701 je sledeći model sa motorom od 12 cilinara i 300 KS (zajedno sa R-700A, YaMZ-240 (рус. ЯМЗ-240)).
- K-701M koristio je 12-cilindrični agregat. Snaga motora takođe je iznosila 300 KS.
- K-701 6X6 V12 je kamionski model, korišćen za slične namene kao K-701.
- K-702 je industrijska modifikacija korišćena kao osnovna mašina za utovar, buldožer, valjak, skreper: sistem promene delova, sa hidromehaničkim prenosom i krutom suspenzijom.

- K-703 je industrijska modifikacija. Traktor je imao rotirajuću kabinu, što je omogućavalo vozaču da se nalazi u standardom položaju kada se kreće unapred, kao i da rotira kabinu kada se kreće unazad.
- K-704 je takođe industrijska modifikacija korišćena kao mašina za unutrašnji transport.
- K-710 je prototip traktora, koristio je 12-cilindrični agregat sa turbo-punjačem i snagom motora od 500 KS.

## Specifikacije
- Dimenzije:
  - Dužina, 7400 mm
  - Širina, 2880 mm
  - Visina (sa kabinom), 3950 mm
- Brzina:
  - Unapred 2,9-33,8 km/h
  - Unazad 5,1-24,3 km/h
- Minimalni radius okretanja, 7200 mm
- Snaga motora YaMZ-240 B (рус. ЯМЗ-240 Б) 300 КС (224 kW), pri 1900 obrtaja/min. i maksimalni obrtni moment 1240 Nm.
- Snaga motora YaMZ-238 NB (рус. ЯМЗ-238 НБ) 230 КС (172 kW), pri 1700 obrtaja/min. i maksimalni obrtni moment 950 Nm.
- Masa K-700 A: 12.8 tona
- Masa K-701: 13.4 tona

## Galerija
- Kirovets u službi vojske
- Savremeni
- Traktor
- Model

## Spoljašnje veze
- Video of a K-700 emerging from a body of water
- Museum of the Russian tractors
- Technical data
- К-700 АТ and К-701 C
- Information about K-7xx series